# Sascha Heyer
Sascha Heyer (Zurigo, 21 luglio 1972) è un giocatore di beach volley svizzero.

## Palmarès

### Mondiali
- 1 medaglia:
  - 1 argento (Berlino 2005)

### Europei
- 4 medaglie:
  - 1 oro (Jesolo 2011)
  - 2 argenti (Bilbao 2000; Timmendorfer Strand 2004)
  - 1 bronzo (Alanya 2003)